# 8111 Hoepli
8111 Hoepli (1995 GE) là một tiểu hành tinh vành đai chính được phát hiện ngày 2 tháng 4 năm 1995 bởi A. Testa và V. Giuliani ở Sormano.